# Kuti László (labdarúgó)
Kuti László (Székesfehérvár, 1954. október 20. –) válogatott labdarúgó, csatár.

## Pályafutása

### Klubcsapatban
1973-ban került a Videotonhoz. Legnagyobb sikere a székesfehérvári csapattal az 1975–76-os idényben elért második helyezés volt. 1976-ig 21 bajnoki mérkőzésen szerzett. 1976 és 1980 között a Dunaújvárosi Kohász játékosa volt, ahol 91 bajnoki mérkőzésen 30 gólt szerzett. 1980 és 1985 között a Bp. Honvéd csapatában játszott, 50 bajnoki meccsen 11 gólt szerzett. 1983-ban harmadik helyezett lett, 1985-ben bajnokságot nyert a csapattal. Ezt követően egy idényt a török Denizlisporban játszott. Utolsó csapata az osztrák FC Marchegg volt, ahol 1990-ben fejezte be az aktív labdarúgást.

### A válogatottban
1979 és 1980 között kilenc alkalommal szerepelt a válogatottban és egy gólt szerzett. Kétszeres olimpiai válogatott (1979–80), 14-szeres egyéb válogatott (1979–80).

## Sikerei, díjai
- Magyar bajnokság
  - bajnok: 1984–85
  - 2.: 1975–76
  - 3.: 1982–83
- Magyar kupa (MNK)
  - döntős: 1983

## Statisztika

### Mérkőzései a válogatottban
| Magyarország | Magyarország         | Magyarország                | Magyarország  | Magyarország | Magyarország     | Magyarország       | Magyarország | Magyarország |
| #            | Dátum                | Helyszín                    | Hazai         | Eredmény     | Vendég           | Kiírás             | Gólok        | Esemény      |
| ------------ | -------------------- | --------------------------- | ------------- | ------------ | ---------------- | ------------------ | ------------ | ------------ |
| 1.           | 1979. május 2.       | Budapest, Népstadion        | Magyarország  | 0 – 0        | Görögország      | Eb-selejtező       | -            | 75'          |
| 2.           | 1979. szeptember 12. | Nyíregyháza                 | Magyarország  | 2 – 1        | Csehszlovákia    | barátságos         | 1            | 39'          |
| 3.           | 1979. szeptember 26. | Bécs, Práter-stadion        | Ausztria      | 3 – 1        | Magyarország     | barátságos         | -            |              |
| 4.           | 1979. október 17.    | Debrecen, Nagyerdei stadion | Magyarország  | 3 – 1        | Finnország       | Eb-selejtező       | -            |              |
| 5.           | 1979. október 26.    | Budapest, Népstadion        | Magyarország  | 0 – 2        | Egyesült Államok | barátságos         | -            |              |
|              | 1979. október 31.    | Wrocław                     | Lengyelország | 1 – 0        | Magyarország     | olimpiai selejtező | -            | 71'          |
| 6.           | 1980. március 26.    | Budapest, Népstadion        | Magyarország  | 2 – 1        | Lengyelország    | barátságos         | -            | 80'          |
| 7.           | 1980. június 4.      | Budapest, Népstadion        | Magyarország  | 1 – 1        | Ausztria         | barátságos         | -            | 64'          |
| 8.           | 1980. augusztus 20.  | Budapest, Népstadion        | Magyarország  | 2 – 0        | Svédország       | barátságos         | -            | 58'          |
| 9.           | 1980. augusztus 27.  | Budapest, Népstadion        | Magyarország  | 1 – 4        | Szovjetunió      | barátságos         | -            | 39'          |
|              | Összesen             |                             |               | 9            | mérkőzés         |                    | 1            | gól          |